# Petra

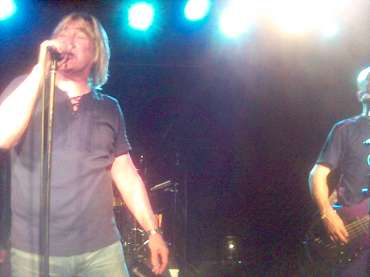
Джон Шлитт

Petra (с греч. «скала») — музыкальный коллектив, основанный в 1972 году в Форт-Уэйне в США Бобом Хартманом, Грегом Хаугом и Джоном Дигроффом во время их учёбы в Христианском учебном центре.

## История

### 1972—1979: Рождение коллектива
Все началось в 1972 году в христианском учебном центре в Форт-Уэйн, штат Индиана. Четыре молодых верующих музыканта — Боб Хартман, Грег Хок, Джон ДиГрофф и Билл Главер решили создать христианскую рок-группу и выйти в мир с новой радикальной музыкой. Это была идея, которая могла быть осуществлена только такими единомышленниками, как они, чья неугасимая страсть по музыке была в состоянии проделать подобную революционную работу.

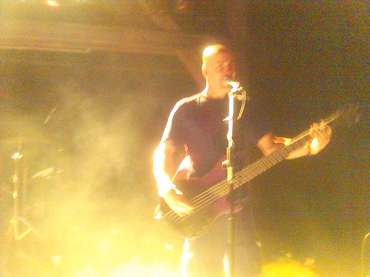
Грег Бейли

Хартман и ДиГрофф, оба выросшие в штате Огайо, раньше играли в одной и той же группе под названием «Rapture». Затем ДиГрофф переехал в Форт-Уэйн, чтобы ходить на библейские курсы, а Хартман за это время сблизился с гитаристом Грэгом Хоком.
В Форт-Уэйне ДиГрофф посещал местную молодёжную организацию «The Adam’s Apple», где и познакомился с Биллом Главером. Он узнал его как бывшего участника «Rapture» и время от времени приглашал поиграть со своими друзьями.
В это время Хартман и Хок решили переехать в Форт-Уэйн для библейской учёбы и очень скоро присоединились к ДиГроффу и Главеру в «The Adam’s Apple». Так они стали играть в группе совместно, и дела понемногу начали продвигаться вперед. Каждый из них, в конце концов, пришёл к мысли о том, что им надо стать «продавшей душу Христу» рок-группой.
Только к осени 1972 года команда официально заявила о себе. Хартман и остальные участники нарекли группу «Petra» (с греч. «скала»). Название было выбрано в знак утверждения того факта, что их основанием и скалой был Иисус Христос, а также потому что они играли рок (с англ. «скала»). Состав группы был такой: Боб Хартман (гитара, вокал), Грэг Хок (гитара, вокал), Джон ДиГрофф (бас) и Билл Главер (ударные, перкуссионные).
Их миссия была проста: давать концерты, а затем говорить о Евангелии тем, кто пришёл их послушать. Этим, в сущности, они и занимались пару лет. Играла группа, в основном, на Среднем Западе США, там, где только их готовы были услышать: в кафе, в парках, в школах, колледжах и тех немногих церквях, которые не противились новому музыкальному веянию. Постепенно к ним прицепилось имя крутых христианских рокеров, хотя сталкивались они также с оппозицией со стороны консервативных слоев христианского общества. Но, несмотря на то, что их часто неправильно интерпретировали и злословили сами братья и сестры по вере, «Petra» все равно продвигалась вперед, делая своё дело и давая концерты как для верующих, так и неверующих.

### 1974: Petra
Уже в 1973 году группа подписывает контракт с Myrrh Records — их музыку в кафе «The Adam’s Apple» услышал Билли Рей Хёрн (Billy Ray Hearn), который в то время возглавлял Myrrh Records. Он и спродюсировал их дебютный альбом, вышедший в 1974 году под названием Petra, с бюджетом менее тысячи долларов и записанный за две недели где-то в южной части штата Иллинойс.
Альбом не протолкнул группу к верхушкам хит-парадов, однако это была прекрасная дебютная работа, которая определила их музыкальное направление. По стилю музыка «Petra» того периода напоминала смесь кантри и южного рока, в духе очень популярных тогда The Allman Brothers. Хартман дал слушателям возможность оценить его способность написания песен, хотя многое из того, что было написано для первого альбома, не было таким впечатляющим, как его более поздняя работа. Тем не менее, там, где хромала лирика, на выручку приходили горячие гитарные переборы и двойные соло Хартмана и Хока, а также барабаны Главера и тяжелые басовые ходы ДиГроффа. В конечном счете, альбом был коммерческим провалом. Но, несмотря на менее чем посредственный успех их дебюта, группа продолжала двигаться в своем видении, завоевывая популярность благодаря живым концертам.

### 1977: Come & Join Us
Через три года выходит второй альбом — Come & Join Us. Звук стал немного лучше, в качестве вокалистов были приглашены несколько известных музыкантов: Steve Camp, Остин Робертс (Austin Roberts) и Greg X.Volz (также приглашен в качестве барабанщика). Кроме того, этот альбом принёс миру песню «God Gave Rock & Roll To You», быстро ставшую популярной и требуемой публикой на концертах. Но, надо сказать, что Бобу Хартману пришлось пойти на компромисс: во-первых, он хотел назвать альбом «God Gave Rock & Roll To You», но Myrrh Records сочла это название неподходящим; а во-вторых, в альбом не вошла песня «Killing My Old Man», так как Myrrh Records решила, что люди неправильно интерпретируют эту песню и поймут её буквально. Впрочем, позже эта песня была включена в альбом Never Say Die.
Come and Join Us получился более сильным альбомом, чем дебютная работа, хотя блокбастером, как этого ожидали «Petra», он не стал. Кроме того, из-за плохой распродажи Myrrh Records разорвали контракт с «Petra», и группа оказалась на грани преждевременного исчезновения. Однако они упорно продолжали нажимать на газ.
Не вешая нос из-за отсутствия контракта, «Petra» просто продолжали делать то, что было их первоначальной целью — давать концерты и говорить публике об Иисусе. Они избороздили всю страну, заряжая толпы своей музыкой и неся Евангелие аудитории. Группа стала известной благодаря своим пылким выступлениям и таким хитам, как «Killing My Old Man» и «Disciple». А 45-минутная версия композиции «Backslidin' Blues» с затяжными гитарными, басовыми и ударными соло непрестанно приводила массы в неописуемый восторг.
Однажды, все ещё в период туров без контракта, к группе обратились представители молодой звукозаписывающей фирмы «Star Song Records». В восхищении от планов и потенциала «Petra», они вручили им письмо с предложением контракта. Музыканты были рады такому повороту событий и подписали контракт.

### Washes Whiter Than
Ко времени записи третьего альбома под названием Washes Whiter Than состав «Petra» очень сильно поменялся. Группу покинули Хок, ДиГрофф и Главер. Им на замену пришли Роб Фрейзер (Rob Frazier) — вокал и гитара, Грег Волц — вокал, Луи Вивер (Louie Weaver) — ударные.
Новый альбом принес группе успех благодаря их первому радиохиту «Why Should The Father Bother?». Слушателей, несомненно, пленяли красивые мотивы и глубокая лирика Хартмана, а также полный простого и искреннего рвения вокал Волца, который только усиливал шарм песен.
В целом, звучание группы на Washes Whiter Than не было таким тяжелым, как на предыдущих альбомах. И такой стиль заставил людей обратить больше внимания на содержание песен. Успех «Petra» в радиоэфире говорил о светлом будущем, хотя они все ещё сталкивались с оппозицией со стороны многих церквей и христиан, которые просто не выносили их «радикального» звучания и подхода к служению.
Второй альбом с компанией «Star Song» (или четвёртый по общему количеству альбомов) вышел в 1981 году и носил название Never Say Die. Продюсером группы стал Джонатан Дэвид Браун (Jonathan David Brown), который и определил звук «Petra» на ближайшие 3-4 года. Для записи альбома были наняты басист Марк Келли (Mark Kelly) и клавишник Джон Слик (John Slick). Новые радиохиты, такие, как «For Annie» и «The Coloring Song», придали группе дополнительный импульс. Также этот альбом стал немного тяжелее, что заметно в песнях: «Angel of Light» и «Chameleon».

### 1980—1985 годы: Эра Грэга Волца
С альбома Never Say Die (1981) начинает расти популярность и коммерческий успех группы. Успех открыл для «Petra» новую аудиторию слушателей и возможность радиотрансляций, так необходимых группе. С этим альбомом группа гастролировала на разогреве у «Servant». Во время гастролей количество поклонников неуклонно росло, открывая новую эру Современной Христианской Музыки (Contemporary Christian music — CCM). После выпуска Never Say Die барабанщик Луи Вивер остался в группе на следующие 22 года.
С импульсом, полученным от выпуска альбома Never Say Die, группа последовательно выпустила три успешных альбома: More Power To Ya в 1982, Not of this World в 1983 и Beat the System в 1984, гастролируя так часто, как это было возможно. Факторами, способствовавшими популярности, стали национальные туры с полнобюджетным звуком и освещением (возможно, впервые CCM дали такую поддержку), а также привлекательные обложки альбомов, изображающие электрическую гитару в качестве морских, воздушных и космических судов, вероятнее всего, навеянные «Star Wars».
Непрерывные гастроли, радиотрансляции, выпуск новых альбомов помогли «Petra» занять позицию первой христианской гастролирующей группы с постоянными поклонниками и заполнить пустоту в движении ССМ.
В это время Слик ушёл из группы и на его место пришёл клавишник Джон Лоури (John Lawry). Длительные путешествия вели к потерям в группе, так, в 1985 после завершения тура Beat the System, Волц решил оставить группу, чтобы больше времени проводить с семьей и начать сольную карьеру. Уход Волца стал большим переломом в творчестве «Petra», так как «звук» группы зависит от вокалиста намного больше, чем от, скажем, гитариста или клавишника. Начались напряженные поиски подходящего солиста на его место.
Во время тура Beat the System (1985) «Petra» выпустили их первый live-альбом — Captured In Time and Space, собранный из трех концертных записей тура.

### 1986: Приход Джона Шлитта
В это время в группе произошло событие, окончательно определившее направление звучания на остаток десятилетия.
В конце 1985 Хартман искал замену для Волца. Ему удалось уговорить Джона Шлитта (John Schlitt) — бывшего вокалиста группы «Head East» — присоединиться к «Petra» в качестве солиста.
Голос Шлитта поистине удивителен! Создаётся впечатление, что он может взять ноту любой высоты. Он идеально подходит для солирования в хэви-металле. И группа постепенно начинает «утяжелять» звучание. Гитары стали основными в аранжировке песен, а клавиши — декоративным дополнением. Первый альбом с Джоном у микрофона вышел в 1986 году под названием Back to the Street. Альбом не имел большого коммерческого успеха, но впервые к альбому был выпущен клип для песни «Back to the Street».

### 1987—1994: Успех «Petra»
«Petra» вошли в период их пиковой популярности, выпустив самые успешные альбомы группы: This Means War!, On Fire!, Petra Praise: The Rock Cries Out и Beyond Belief.
Back to the Street стал «переходным звеном» между Beat the System и следующим альбомом — This Means War! (1987). Гитар становится всё больше, звук «тяжелеет». Произошли радикальные перемены в лирических темах группы. Альбом This Means War! отражает духовную войну, особенно заглавная песня «This Means War!» и песня «Get on Your Knees & Fight Like a Man». Группа также начала публично поддерживать политические взгляды, включая Конституционную поправку, о разрешении молитвы в общественных школах.
1988 год принёс один самых «тяжёлых» и революционных альбомов группы — On Fire! Наверное, ещё ни один альбом «Petra» не содержал столько замечательных песен. Песня «Hit You Where You Live» надолго стала лучшим хитом группы. Тексты песен с альбома On Fire! говорят о наполнении присутствием Божиим и применении его в повседневной жизни.
Petra Praise: The Rock Cries Out (1989) стал первым альбомом прославления, выпущенным группой. Многие композиции альбома — не творение «Petra», музыканты просто по-своему аранжировали некоторые известные песни прославления, такие, как, например, «King of Kings», «The Battle Belong to the Lord», «I Will Call Upon the Lord» и другие. Стиль этого альбома варьируется от типичного хард-рока («I Love the Lord») до бита 50-х («Friends»). Petra Praise: The Rock Cries Out стал первым Золотым альбомом группы. «Petra» сумели установить новую норму для современной музыки поклонения, что очень хорошо видно в альбомах более поздних групп, таких, как Delirious?, Sonicflood, MercyMe и т. д.
В 1990 альбом Beyond Belief снова вернул группу к лидирующей позиции среди музыки госпел. Альбом получил первую «Грэмми», за «Лучший Рок/Современный Госпел Альбом», и сделал «Petra» первой группой, выигравшей эту награду. Можно заметить, что звук «Petra» начинает немного меняться — появилось больше клавиш, хотя в целом песни звучат ещё по-роковому.
Совместно с христианским автором апологетом Д. Макдауэлом группа совершила несколько туров, что помогло многим верующим принять служение «Petra». В это время басист Келли покинул группу и на его место пришёл Ронни Кейтс (Ronny Cates). Состав группы: Шлит, Хартман, Кейтс, Лоури и Вивер был самым устойчивым в истории группы. Эти пять участников оставались вместе до 1994, пока Лоури не покинул группу.
Продолжая умягчать звук, группа в 1991 году записывает альбом Unseen Power. Однако хард-рок ещё сохранился: песни «Destiny» и «Secret Weapon» тому подтверждение. Unseen Power считают самым разнообразным и экспериментальным альбомом группы.
В 1992 году «Petra» записали свой первый официальный испанский альбом — Petra En Alabanza. По сути, это версия альбома Petra Praise 1 (минус одна песня), но на испанском языке.
Альбомом, завершающим эпоху хард-рока «Petra», стал Wake Up Call (1993). Последние усилия в области тяжёлого рока не пропали даром, и группа получает «Грэмми», а баллады с этого альбома стали популярными на радио. Промежуток времени с 1987-го по 1993-й годы поистине стал золотым в жизни группы.

### 1995—2000: Новое Поколение 90-х
В середине 90-х произошли события, которые вновь привели группу к нестабильности. Во-первых, гитарист и основатель Боб Хартман решил прекратить гастролировать, чтобы посвятить время семье. Он продолжил работать с группой как продюсер, автор песен и студийный гитарист. Джон Лоури также покинул группу. В 1995 с новыми гитаристом Девидом Личенсом (David Lichens) и клавишником Джимом Купером (Jim Cooper) группа выпустила следующий альбом — No Doubt.
Хотя альбом имел коммерческий успех, можно увидеть, как сильно изменился звук «Petra» — он сместился от хард-рока к более лёгкому року, что было популярно в то время.
В 1997 году «Petra» записывает второй альбом прославления — Petra Praise 2: We Need Jesus. Новый альбом собрал много позитивных отзывов и хорошо продавался.
И снова изменения в составе: группу покидают басист Ронни Кейтс, а также недавно пришедшие Джим Купер и Дэвид Личенс, вместо них появляются Кевин Брендоу (Kevin Brandow) — клавиши, Пит Орта (Pete Orta) — гитара и Лонни Чапин (Lonnie Chapin) — бас. Боб Хартман, перестав ездить на гастроли, однако, не терял времени просто так, и написал к этому альбому три песни (в том числе «Lovely Lord»).
Микс молодых музыкантов с опытом Шлитта и Вивера привели группу к выпуску следующего альбома, с которого и начался новый период для «Petra». Новые члены команды наряду с Хартманом всецело отдались написанию песен и музыки нового альбома God Fixation, выпущенного в 1998. Альбом не рекламировался, поскольку его ждали. Перегруза на гитаре теперь всё меньше и меньше.
Группа переживает сложное время, стараясь завоевать новую аудиторию и не потерять прежних слушателей. Они перезаписывают некоторые классические песни для альбома, выпущенного в 2000 году под названием Double take. На диске также были представлены две новые песни, одна из которых была написана и спета гитаристом Ортой. Музыкальной основой альбома стала акустическая гитара, фоном для которой служили мелодичные оркестровые аранжировки.
Несмотря на то, что этот диск принес группе четвертую премию «Грэмми», большинство пуристов его назвали ересью и оскорблением классических хитов. Вскоре после этого Чапин, Орта и Брендоу покинули группу. Впоследствии, усугубляя ситуацию, группе отказала звукозаписывающая компания, и коллектив переходит работать на «Inpop Records» в 2001 году.

### 2001—2004: «Petra» в новом тысячелетии
Inpop убедили группу выпустить ещё одни альбом прославления с современными песнями поклонения. При этом Inpop хотели, чтобы музыканты осовременили своё звучание и назвали альбом Revival (Пробуждение). Хотя это и была очевидная ссылка на песню «Send Revival» — сообщение о том, что Inpop надеется сделать для группы. Впрочем, «возрождения» команды не получилось, и работа осталась без особого внимания. Ядро группы на тот момент составляли «старички» Джон Шлитт, Луи Вивер и Боб Хартман, а в турне участвовали также клавишник Брайс Белл (Bryce Bell), гитарист Квинтон Гибсон (Quinton Gibson) и басист Грег Бэйли (Greg Bailey). Тур Revival 2002 был своего рода успехом. В декабре 2002 «Petra» совершили свою первую поездку в Индию, выступая перед огромными толпами. 12 декабря они играли в Тирувале, Керале, а 15 декабря на Бангалоре перед аудиторией в 10000 человек.
Большие изменения произошли в 2003 году. Гибсон ушёл в группу «Strange Celebrity» и Белл присоединился к туру Rebecca St.James. Немного позже Хартман вышел «из гастрольной отставки», чтобы заменить Гибсона. После ухода клавишника Белла Хартман убедил Шлитта играть без клавишей на следующих гастролях.
Ошеломляющая новость появилась в мае, когда «Petra» подтвердили слух о том, что барабанщик Вивер больше не играет в команде. На сайте «Petra» было сказало, что Вивер и группа не могут найти компромисса в противоречиях, и группа решила, что такое решение — воля Божья.
На своем сайте Вивер утверждал, что он не уходил из «Petra», а был уволен солистом Джоном Шлиттом и менеджером Вэйном Себоа. Вивер сообщил, что был потрясен этим событием. Позднее Хартман признал, что Вивер был уволен, однако подчеркнул что, это решение было принято Шлиттом единолично после консультации с ним и пастором. Причины не оглашались ни одной стороной. В конечном счете, Вивер присоединился к группе «Viktor».
На место Вивера был принят Пол Симмонс.
В августе 2003 вышел альбом Jekyll & Hyde, на котором «Petra» вернулись к настоящему тяжелому року, по которому так соскучились её фанаты. Этот альбом был встречен с восторгом и номинировался на «Грэмми». Jekyll & Hyde был примечателен гитарными соло, которыми знаменита «Petra», и отсутствием клавишных.
В 2004 у группы состоялось наибольшее количество концертов за последние несколько лет. «Petra» покорили множество Американских и Европейских фестивалей. Заслугой такого оживления наблюдатели считают возвращение к более тяжелому звуку, а также возобновившуюся работу Хартмана в группе. В конце 2004 группа вернулась в Индию, собрав на концертах аудиторию в 20 000 человек. Они продолжили свой «тяжелый» тур в марте следующего года в Австралии.

### 2005: Petra Farewell
После долгих размышлений и молитв Шлитт и Хартман решили распустить группу в конце 2005 года. Был организован прощальный тур. 4 октября 2005 «Petra» записывает концерт в городе Франклин, штат Теннеси, готовясь к выпуску завершающего live CD и DVD-дисков под названием Petra:Farewell. Бывшие члены группы Грег Волц и Джон Лоури присоединились к текущему составу для исполнения нескольких песен, в том числе попурри, в котором Волц и Шлитт попеременно исполняют песни из своих эпох. Помимо этого, Волц исполнил песню «Grave Robber», а клавишник Джон Лоури сыграл своё знаменитое соло «Jesus Loves You» из альбома Captured in Time & Space. CD-версия альбома была выпущена в ноябре 2005 года, а DVD — в марте 2006 года.

### «II Guys From Petra»
После роспуска группы Шлитт и Хартман объединились для записи собственного диска хвалы и поклонения названного Vertical Expressions. Диск был выпущен в январе 2007 года группой под названием «II Guys From Petra» и первоначально был доступен только через веб-сайт «Petra» (впоследствии распространялся через ITunes и т. п.) Идея создания альбома у Хартмана появилась после приглашения стать лидером молодёжного поклонения в Канаде. Он попросил Шлитта присоединиться к нему. Vertical Expressions по звучанию напоминает Petra Praise 2: We Need Jesus. Очень многое сделано в том же ключе, что и работы «Petra» середины 90-х годов. Также на диск добавлены два концертных бонус-трека «Lord I Lift Your Name on High» и «Judas Kiss», взятых с Petra:Farewell.

### 2007: Воссоединение
Группа снова воссоединилась в Буэнос-Айресе (Аргентина) 1 декабря 2007 года для одного выступления на фестивале «Rock & Vida» в рамках Всемирного дня борьбы со СПИДом.
В начале 2010 года Боб Хартман и музыканты из классического состава группы договорились записать альбом и организовать концертный тур в его поддержку. В группу вошли Боб Хартман (гитары), Грег Волз (вокал), Марк Келли (бас), Луи Вивер (барабаны) и Джон Лори (клавиши).
Альбом Back to the Rock вышел в 2010 году. В него вошли десять заново записанных хитов группы и два новых трека.
В 2011 году вышел концертный альбом Back to the Rock Live. В DVD-издание, помимо самого концерта, вошли документальные материалы.

## Состав группы
- Джон Шлитт — вокал
- Боб Хартман — гитара
- Грег Бейли — бас-гитара
- Пол Симмонс — барабан

## Дискография
| Дата выпуска     | Название альбома                 | Лейбл                   |
| ---------------- | -------------------------------- | ----------------------- |
| 1974             | Petra                            | Myrrh/A&M               |
| 1977             | Come and Join Us                 | Myrrh/A&M               |
| 1979             | Washes Whiter Than               | StarSong/A&M            |
| 1981             | Never Say Die                    | StarSong/A&M            |
| 21 сентября 1982 | More Power to Ya                 | StarSong/A&M            |
| 1983             | Not of This World                | StarSong/A&M            |
| 1984             | Beat the System                  | StarSong/A&M            |
| 1985             | Captured in Time and Space       | StarSong/A&M            |
| 1986             | Back to the Street               | StarSong/A&M            |
| 1987             | This Means War!                  | StarSong                |
| 1988             | On Fire!                         | StarSong/A&M            |
| 3 октября 1989   | Petra Praise: The Rock Cries Out | DaySpring/Word/A&M/Epic |
| 20 июня 1990     | Beyond Belief                    | DaySpring/Word/A&M/Epic |
| Ноябрь 1991      | Unseen Power                     | DaySpring/Word/Epic     |
| 1992             | Petra en Alabanza                | DaySpring/Word          |
| 9 ноября 1993    | Wake-Up Call                     | DaySpring/Word/Epic     |
| 26 августа 1995  | No Doubt                         | Word/Epic               |
| 1997             | The Petra Praise Experience      | Word/Epic               |
| 18 февраля 1997  | Petra Praise 2: We Need Jesus    | Word/Epic               |
| 29 апреля 1998   | God Fixation                     | Word/Epic               |
| 29 февраля 2000  | Double Take                      | Word/Epic               |
| 20 ноября 2001   | Revival                          | Inpop                   |
| 19 августа 2003  | Jekyll & Hyde                    | Inpop                   |
| 20 апреля 2004   | Jekyll & Hyde en Español         | Inpop                   |
| 22 ноября 2005   | Petra Farewell                   | Inpop                   |
| 2010             | Back to the Rock                 |                         |